# Тайный поклонник Эдгара По
Тайный поклонник Эдгара По — загадочная личность, ежегодно посещающая место захоронения Эдгара Аллана По в день его рождения, 19 января, тем самым отдавая дань таланту американского писателя. Несмотря на то, что каждый год толпы людей собираются посмотреть на ритуал, совершаемый тайным поклонником По с одобрения Общества Эдгара По, его редко можно увидеть, а тем более сфотографировать. Тайна его личности так и не была раскрыта.

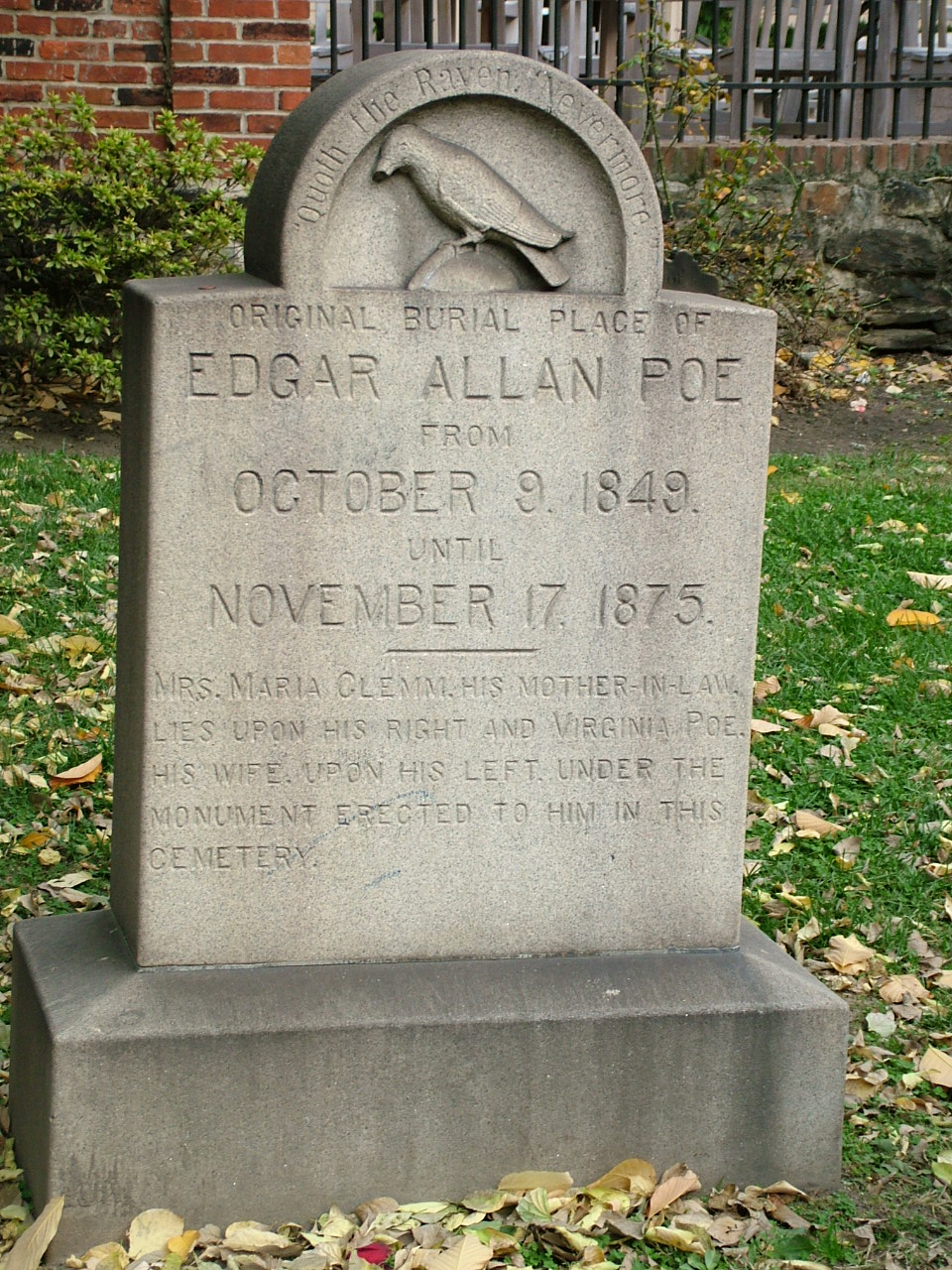
В январе каждого года тайный поклонник По посещает могилу писателя в Балтиморе, штат Мэриленд

Первый тайный поклонник посещал могилу писателя ежегодно начиная с 1949 года и вплоть до своей собственной смерти в 1998 году, после чего традиция была продолжена его «наследником». Записки противоречивого содержания, оставленные на могиле писателя новым поклонником, вызвали у некоторых людей негативные чувства, и в 2006 году несколько человек последовали за незнакомцем на кладбище, безуспешно пытаясь заговорить с ним и разоблачить его.

## История

### Истоки
Странная традиция берёт начало в 1949 году, через сто лет после смерти По, и с тех пор из года в год в день рождения писателя (19-го января) таинственный ритуал повторяется вновь. В этот день ранним утром облачённая во все чёрное фигура, по всей видимости мужчина, с тростью, украшенной серебряным набалдашником, направляется на кладбище Вестминстерской пресвитерианской церкви в Балтиморе, штат Мэриленд. Незнакомец (или, возможно, незнакомка) подходит к могиле По и произносит тост. Перед тем как покинуть могилу, поклонник оставляет у надгробия три красные розы и початую бутылку коньяка «Мартель». Предполагают, что розы символизируют По, его жену Вирджинию и тёщу Марию Клемм — все они похоронены именно здесь. В чём состоит символическое значение оставляемой бутылки с коньяком, остаётся пока лишь догадываться. Однако судя по записке, оставленной после того, как стало ясно, что ежегодный ритуал проводится новым поклонником, бутылка коньяка — знак уважения к семейной традиции. Многие из оставленных бутылок были позже взяты на хранение Обществом Эдгара По в Балтиморе.
Тайный поклонник всегда надевает чёрное пальто и шляпу; его лицо скрыто шарфом или капюшоном. Как правило, в день совершения таинства собирается несколько репортёров и просто любителей творчества Эдгара По. Обычно из уважения к традиции (и, возможно, нежелания нарушить окутывающую происходящее действо атмосферу таинственности) не предпринимается никаких попыток вмешаться в ход ритуала, совершаемого тайным поклонником.

### Смерть первого тайного поклонника

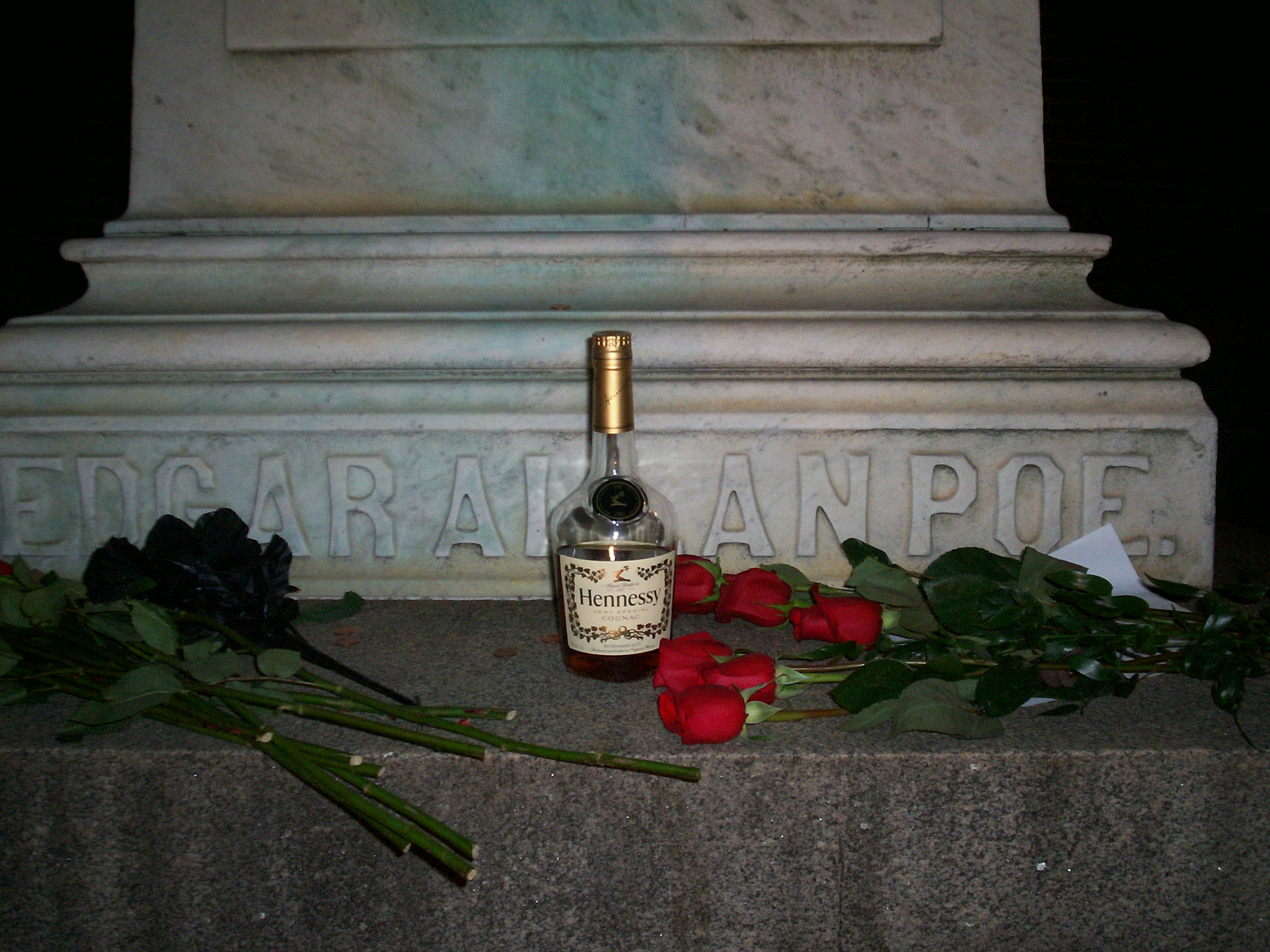
Бутылка коньяка, оставленная на могиле По 19 января 2008 года, по всей видимости, другим человеком

В некоторых случаях тайный поклонник помимо совершения традиционного ритуала оставлял у надгробного камня записки. Иногда в них содержались просто слова признательности — «Эдгар, я помню о тебе». В 1993 году на могиле писателя была оставлена весьма загадочная записка следующего содержания: «Факел перейдёт к другому». Это вызвало разговоры о серьёзной болезни или приближающейся кончине первого тайного поклонника. В оставленной в январе 1999 года записке сообщалось, что первый тайный поклонник скончался в предыдущем году, и обязательства по продолжению традиции были возложены на его «наследника». В дальнейшем наблюдатели за таинственной традицией отмечали, что, по всей видимости, новый тайный поклонник значительно моложе.

### Противоречивые записки нового поклонника
В 2001 году за некоторое время до предстоящей встречи клубов по американскому футболу «Балтимор Рэйвенс» («Балтиморских Воронов») с «Нью-Йорк Джайентс» («Великанами из Нью-Йорка») в борьбе за Супербоул XXXV, тайный почитатель По оставил записку, гласящую: «„Великаны из Нью-Йорка“. И над всем безраздельно воцарились Мрак, Гибель и Небесная синева. „Балтиморские Вороны“. Многочисленные потери понесут они. Эдгар Аллан По навеки». Содержание записки произвело некоторый фурор, на что было несколько причин. Никогда прежде тайный поклонник не высказывал своего мнения относительно таких текущих событий, как предстоящий спортивный матч, и никто не мог найти объяснения, почему команда «Балтимор Рэйвенс», названная в честь самого известного стихотворения По — «Ворон» — впала в немилость у незнакомца. Предсказание (содержащее аллюзию на последнюю строку рассказа По «Маска Красной смерти» — «…и над всем безраздельно воцарились Мрак, Гибель и Красная смерть»), не сбылось — «Вороны» выиграли Супербоул со счётом 34:7.
В 2004 году тайный поклонник По, по всей видимости, за что-то невзлюбил французов — среди оставленных им роз была найдена записка следующего содержания: «Французский коньяк оскверняет священное место последнего успокоения По. С тяжестью в сердце и лишь из уважения к семейной традиции коньяк оставлен. Вечная память великому По!» Высказывались мнения, что таким образом незнакомец выразил своё неодобрение оппозиции Франции по отношению к войне в Ираке.
В 2006 году несколько зевак попытались пройти на кладбище, чтобы разоблачить тайного поклонника. Вполне объяснимо, что чувства людей были задеты нарушением традиций таинства, проводимого с 1999 года наследником первого тайного поклонника после его смерти. Джефф Джером, хранитель Дома-музея Эдгара Аллана По, также присутствовал при проведении традиционного таинства (как, впрочем, и каждый год, начиная с 1976). В прессе появились статьи, в которых он выражает разочарование нарушением обычного хода торжественного ритуала.

### Последние события
В 2007 году в день посещения тайным поклонником могилы писателя собралось рекордное количество зрителей — около 60 человек. В интервью на радио Джефф Джером, хранитель Дома-музея Эдгара Аллана По, весьма одобрительно отозвался о повышенном интересе общества к таинству посещения почитателем могилы писателя по сравнению с предыдущим годом. Он также отметил, что мероприятие прошло без эксцессов. Джером добавил, что традиция ежегодных посещений могилы По тайным поклонником стала широко известна и за рубежом, поскольку наблюдать за этим событием приехало несколько туристов из Японии.
15 августа 2007 года в ежедневной газете «The Baltimore Sun» была опубликована статья, в которой 92-летний Сэм Порпора сообщает, что именно он был зачинателем традиции ежегодного посещения могилы По неизвестным поклонником. Порпора, получивший в конце 1960-х гг. должность историка Вестминстерской церкви, утверждает, что он положил начало этой традиции с тем, чтобы укрепить позицию церкви и вдохновить её прихожан. По словам Порпора, он выдумал рассказанную им журналисту историю о том, что традиция ведёт начало с 1949 года, и соответствующая статья была в действительности напечатана в 1976 году. Джефф Джером из Общества Эдгара По, однако, утверждает, что традиционный ритуал проводился на самом деле, и что самые ранние статьи о тайном поклоннике По появились ещё в 50-х гг., что указывает на ложность заявлений Порпора. Дочь Порпоры говорит, что никогда не знала о том, что утверждает её отец, но, по её словам, такое озорство вполне в его духе. В результате дальнейших исследований Джером пришёл к выводу, что «в рассказе Сэма Порпора столько белых пятен, что на их закрашивание не хватит и тонны краски». Джефф Сэвойе, ещё один член Общества Эдгара По, также ставит под сомнение достоверность утверждений Порпора.
По словам Джерома, в 2008 году посмотреть на проведение ритуала тайным поклонником По собралось почти 150 человек.
В 2009 году наступила 200-летняя годовщина со дня рождения Эдгара По, однако несмотря на круглую дату, в этот день собралось гораздо меньше людей, а тайный поклонник не оставил никаких записок.

## Возможный конец традиции
В 2010 году поклонник впервые за полвека не явился на могилу писателя. Джефф Джером, который был свидетелем всех посещений с 1976 года, никак не смог объяснить это, но сделал предположение, что если Поклонник хочет завершить традицию, то двухсотлетие может быть логической точкой окончания.
В 2011 году поклонник снова не посетил могилу, но были замечены четверо самозванцев-подражателей. В отличие от настоящего тайного поклонника, они не показали секретный жест, известный Джерому. Никто из них не оставил на могиле роз, в уникальной композиции, которую использовали оригинальный поклонник и его преемник. Появление лже-поклонников вызвало споры — некоторые считали, что традиция должна закончиться, а другие признавали, что подражатели могут продолжать её, если считают это необходимым.
В 2012 году опять не появилось никого, кого бы можно было идентифицировать как настоящего поклонника. Джером, который ранее опроверг слухи, что это он является поклонником, провозгласил, что традиция окончена.

## Возрождение традиции
В 2015 году Историческое общество Мэриленда организовало конкурс, чтобы выбрать нового человека, который возродит ежегодный ритуал. Новый Поклонник, который также остаётся анонимным, впервые появился в днём 16 января 2016 года (в субботу, за три дня до дня рождения По), облачённый в традиционную чёрную одежду, и сыграл мелодию на скрипке. Подняв традиционный тост с коньяком и возложив розы, он пропел: «Cineri gloria sera venit» (Слава, возданная праху, приходит слишком поздно — из эпиграммы римского поэта Марциала) и ушёл.